# Castello dell'Asinara
Il castello dell'Asinara, noto anche col nome di Castellaccio, è un edificio fortificato medievale situato nell'isola dell'Asinara, in territorio di Porto Torres. Ubicato sul massiccio granitico di punta Maestra di Fornelli, dalla sua posizione a quota 215 metri si domina gran parte del golfo dell'Asinara.

## Descrizione
Non è chiara l'origine del fortilizio ma sembrerebbe plausibile che possa essere opera della casata dei Malaspina, marchesi di Lunigiana, che per un certo periodo si stabilirono sull'isola. La posizione del castello, sito nella parte dell'isola prossima alla terraferma, garantiva il controllo degli stretti passaggi di Fornelli e della Pelosa.
Il castello venne costruito utilizzando blocchi di granito ricavati in loco e sistemati con la modalità "faccia a vista", fornendo un certo grado di mimetizzazione con l'ambiente roccioso circostante. All'attualità risulta ridotto quasi allo stato di rudere e non resta che una parte delle mura, dalle quali comunque è possibile distinguere i diversi ambienti interni. Una guardiola e la cisterna dell'acqua sono tuttora presenti.